# Houssayanthus biternatus
Houssayanthus biternatus är en kinesträdsväxtart som först beskrevs av Charles Alfred Weatherby, och fick sitt nu gällande namn av Rzed. & Calderón. Houssayanthus biternatus ingår i släktet Houssayanthus och familjen kinesträdsväxter. Inga underarter finns listade i Catalogue of Life.